# لئو گیر فون شوپنبورگ
لئو گیر فن شوپنبورگ (به آلمانی: Leo Geyr von Schweppenburg) (۲ مارس ۱۸۸۶ - ۲۷ ژانویه ۱۹۷۴) نظامی بلندپایه آلمانی در دوره رایش سوم بود که فرماندهی یگان‌های مختلفی را در طول جنگ جهانی دوم بر عهده داشت.